# TVおじゃマンモス
『TVおじゃマンモス』（テレビおじゃマンモス）は、日本テレビ系列局で放送されていた日本テレビ製作の番宣バラエティ番組である。製作局の日本テレビでは1994年4月3日から1998年3月29日まで放送。

## 概要
土曜夕方に放送されていた『TVおじゃマンボウ』の姉妹番組である。使用スタジオも『おじゃマンボウ』と共通であり、スタッフは同番組の収録を終えた後、セットを組み替えて本番組の収録を行っていた。

## 放送時間
いずれも日本標準時。
当初は日曜昼に放送の80分番組だったが、1996年秋の改編で日曜10:55枠へ移動した際に30分にまで縮小した。また、日曜10:55枠で自社製作番組『デラでら!早見英語塾』を放送していた中京テレビは、これを機に本番組のネットを打ち切った。読売テレビも当時日曜10:55枠で『西村由紀江の日曜はピアノ気分』を放送していた。
- 日曜 11:40 - 13:00 （1994年4月3日 - 1996年9月29日）
- 日曜 10:55 - 11:25 （1996年10月6日 - 1998年3月29日）

## 出演者

### 司会
- ヒロミ
- 森脇健児
- 水島裕允

### レギュラー出演者
- 大竹一樹（バカルディ(現さまぁ～ず)）
- 三村マサカズ（バカルディ）
- 池谷幸雄
- 篠原涼子
- 羽田惠理香
- 宮前真樹
- 益子直美
- 川合俊一
- 今田耕司

- 東野幸治
- 前田耕陽
- 彦摩呂
- 飛石なぎさ
- 長野博（20th Century）
- 井ノ原快彦（V6)
- 平川健太郎（日本テレビアナウンサー）
- 藪本雅子（日本テレビアナウンサー）

- 矢島学（日本テレビアナウンサー）
- ほか

### ナレーター
- 古川登志夫[1]

## 企画
仮装大賞に挑戦
番組メンバー全員がビートたけしからの協力を得て第43回の収録に参加し、合格を勝ち取った。
鳥人間コンテストに挑戦
番組メンバーが大学生からの協力を得て人力飛行機の組み立てに挑戦し、森脇と羽田がコンテストに参加した。
高校生クイズをサポート
この企画に参加したチームを番組がサポートした。

## 歴代エンディングテーマ
- マンピーのG★SPOT （サザンオールスターズ）
- 7 （工藤静香）
- なんで なんで ナンデ？（鈴木蘭々）
- SHA・LA・LA （羽田惠理香）
- どうだい（MULTI MAX）
- GO GO HAPPY DAY （NOKKO）
- things （PARADISE LOST）
- 僕の心を貫いて（THE POSTMEN）
- Seasons Of Change（SING LIKE TALKING）